# Carrer Fosc de Su
El Carrer Fosc de Su, és un carrer que forma part de l'Inventari del Patrimoni Arquitectònic Català de Riner (Solsonès). A tocar hi trobem Can Vendrell que també forma part de l'inventari de patrimoni català.

## Descripció

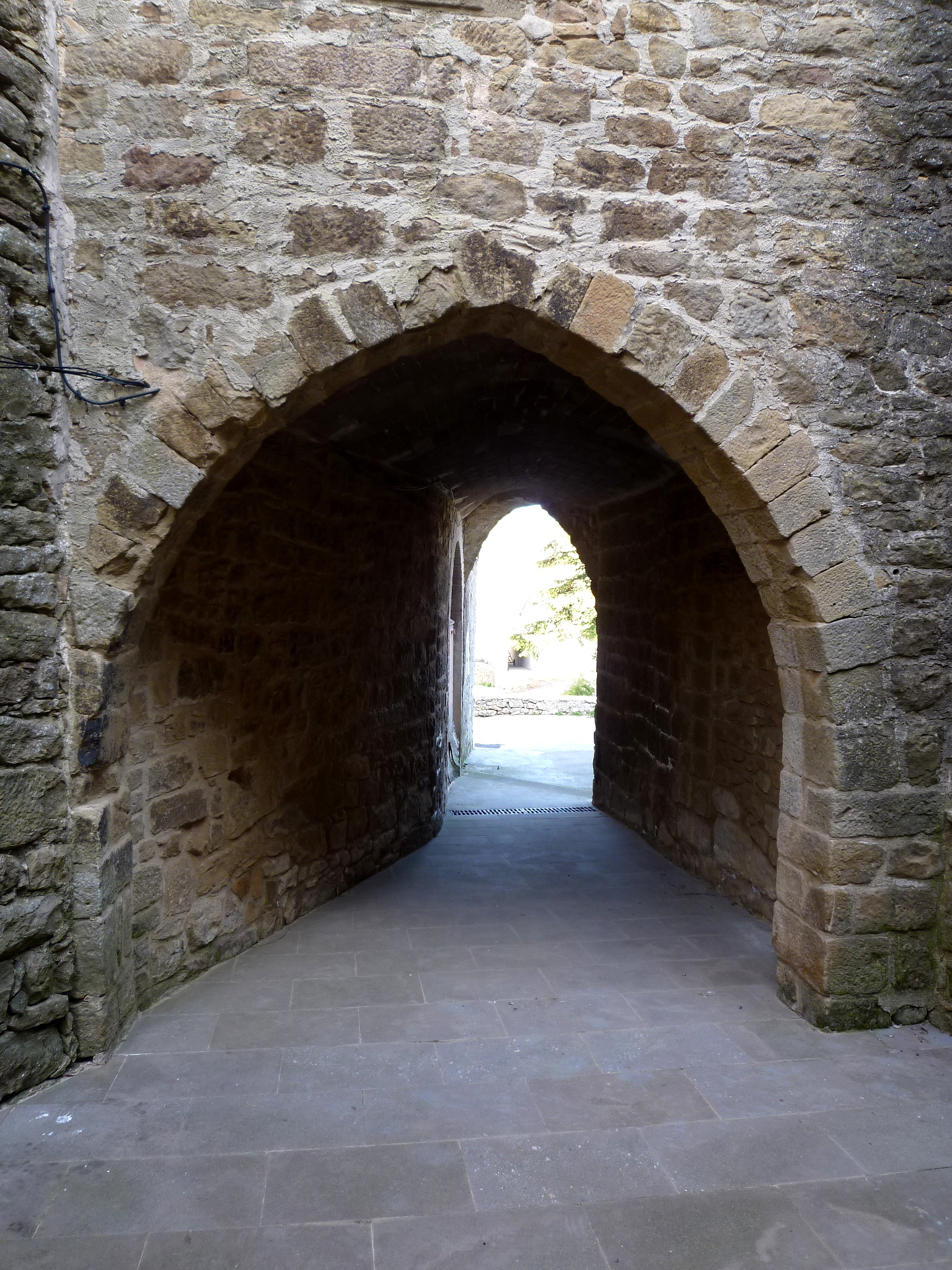
Arc de sortida

Petit carrer de Su, medieval, cobert amb una volta. Té dos arcs, un d'entrada al carrer de mig punt amb grans dovelles i un altre de sortida del carrer, d'arc apuntat i igualment adovellat. El terra del carrer és de lloses de pedra més o menys rectangulars de diferents mides.

### Notícies històriques
Aquest carrer, es troba en mig de la casa de Can Vendrell, casa que corresponia a la dels antics castlans del lloc i servia com a punt de comunicació exterior entre les dues parts de casa. Com que és cobert, humit i no hi entra quasi el sol, la gent comença a anomenar-lo "carrer fosc", i aquest és el nom que l'hi ha quedat.